# Salàs de Pallars
Salàs de Pallars és una vila i municipi de la comarca del Pallars Jussà, a la part nord del centre de la comarca. Suposa el pas de la Conca Deçà, o de Tremp, a la Conca de Dalt, que s'obre de Salàs cap al nord.
Salàs de Pallars és un dels pocs municipis del Pallars Jussà que s'han mantingut inalterats al llarg del temps: ni s'ha ampliat en els darrers cent anys amb cap altre terme municipal suprimit, ni se l'ha agregat a cap altre, ni se n'ha incrementat o retallat el territori.
Tanmateix, en el segle xix havien existit els ajuntaments de Sensui (Censuy) i del Mas del Balust (Manso de Balust), creats el 1812 en el moment del desplegament de les instruccions derivades de la Constitució de Cadis. Tots dos ajuntaments foren suprimits el febrer del 1847, en aplicar les noves lleis municipals que exigien un mínim de 30 veïns (caps de família) per mantenir ajuntament propi. En aquell moment foren agregats a Salàs de Pallars.
En la proposta derivada de l'informe popularment denominat Informe Roca, el municipi de Salàs de Pallars quedava intacte, però se l'integrava en l'agrupació de municipis de la Pobla de Segur, Conca de Dalt i Salàs de Pallars.
El conjunt és una obra declarada Bé Cultural d'Interès Nacional. De les antigues fortificacions s'han conservat diversos murs, torres rodones i portals. Un dels portals està situat a llevant, juntament la torre de Soldevilla, de planta rodona. Al nord s'obre el portal del Vall i al sud, un petit i estret portat anomenat de Solana. A l'extrem de ponent hi ha una altra torre rodona, la de Capdevila, i restes de mur; encara es conserva alguna torre més situada al llarg del recinte, aprofitada actualment com a habitatge.

## Etimologia
Segons Joan Coromines (op. cit.), Salàs és un dels abundants topònims de base preromana, però indoeuropea (és a dir, cèltic o sorotàptic), procedent d'un Salasse o Salasso, que lliga amb el nom d'un poble indoeuropeu esmentat per Titus Livi. L'afegitó de Pallars, documentat des d'antic, fa referència a la seva pertinença historicogeogràfica.
En aquest poble, com en molts d'altres, sorgí una etimologia popular, del tot falsa, que feia derivar el nom de la vila del costum de donar sal al bestiar (salar).

## Geografia
- Llista de topònims de Salàs de Pallars (Orografia: muntanyes, serres, collades, indrets..; hidrografia: rius, fonts...; edificis: cases, masies, esglésies, etc).

El terme municipal de Salàs de Pallars és allargassat de nord-oest a sud-est, molt estret, gairebé en punxa en el primer sentit, zona de muntanya, i més ample a la part plana, a prop de la vila, al sud-est del terme.

### Perímetre del terme
Termes municipals limítrofs:
| Tremp | Conca de Dalt | La Pobla de Segur   |
| Tremp |               | Conca de Dalt       |
| Tremp | Talarn        | Isona i Conca Dellà |

#### Límit amb els antics termes d'Aramunt i Claverol (Conca de Dalt)

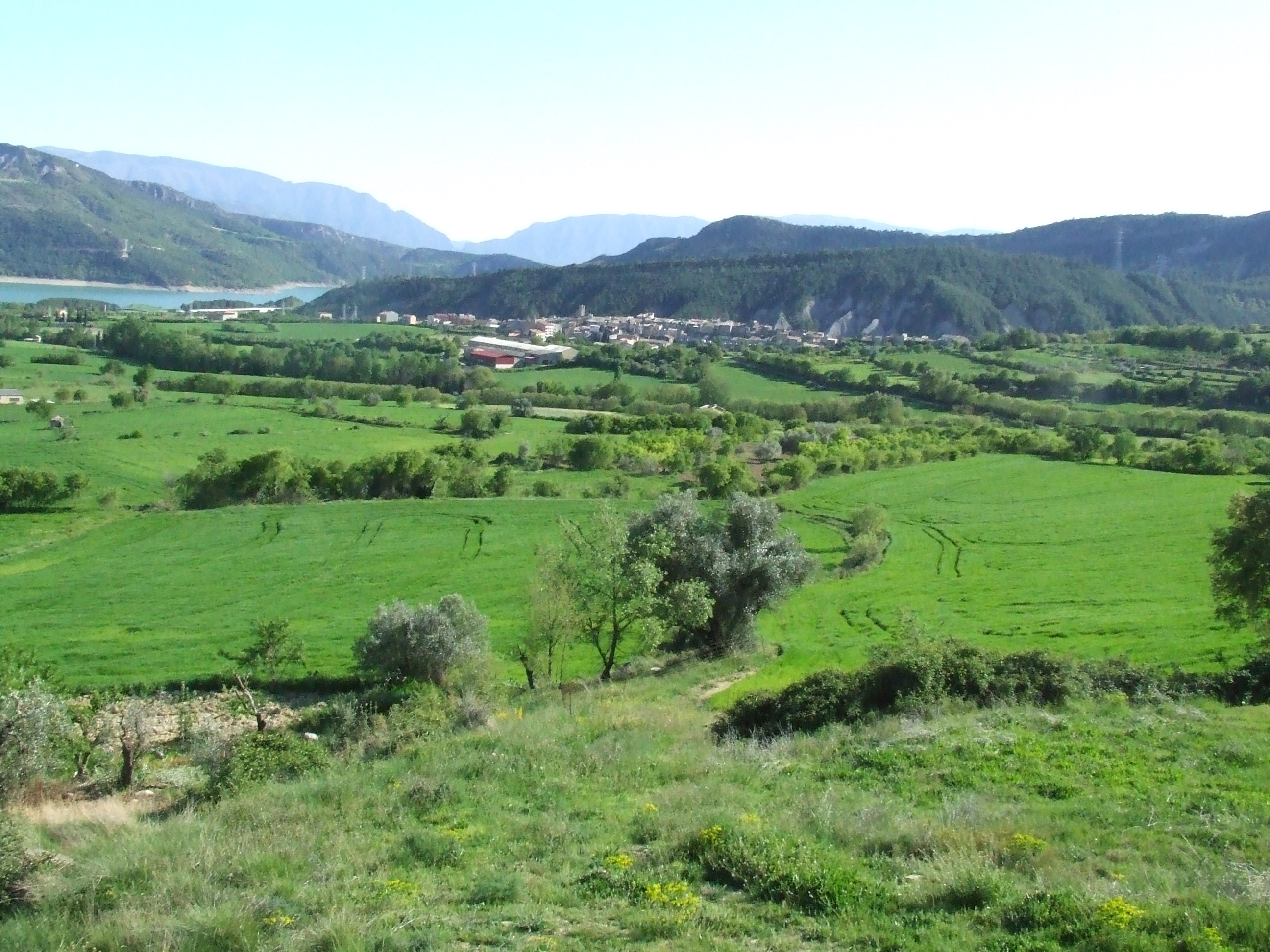
Vista general de la vila i part del terme de Salàs de Pallars des del nord

Actualment, el límit amb el terme municipal de Conca de Dalt és íntegrament a través de les aigües del Pantà de Sant Antoni, però antigament era el curs de la Noguera Pallaresa. Començava el termenal just en el lloc on el barranc del Solà, que és termenal amb la Pobla de Segur, s'abocava en la Noguera Pallaresa. En aquest punt hi havia el triterme entre Salàs de Pallars, Conca de Dalt i la Pobla de Segur.
El terme segueix, de fet, el curs del riu, que baixa al biaix, de nord-est a sud-oest. Un primer tram, molt breu, el riu feia de límit entre Salàs de Pallars i Claverol, i de seguida començava el límit amb Aramunt. Avui dia tots dos formen part del terme de Conca de Dalt. El límit entre aquests dos termes era una carena que baixava cap al nord-oest des del Serrat de Castells.
Sempre en direcció sud-oest, el termenal amb Conca de Dalt s'acabava a la desembocadura del riu de Carreu en la Noguera Pallaresa, just al nord-oest del cementiri d'Aramunt, actualment també al mig del pantà. En tot aquest tros, l'alçada actual del terme, sempre variable segons el volum de l'embassament, és al voltant dels 500 m.
Escadolles és un indret del terme municipal de Salàs de Pallars, al Pallars Jussà. És al nord-est de Salàs de Pallars, al nord de les Creus. La carretera que mena a Sensui, Rivert i Santa Engràcia (poble de Tremp) travessa aquest paratge.

#### Límit amb l'antic terme d'Orcau (Isona i Conca Dellà)
Des d'aquest darrer punt, i sempre cap al sud-oest, s'estén el límit amb Isona i Conca Dellà (antic terme d'Orcau). Es tracta de la part baixa de la vall que acollia els pobles de Puig de l'Anell, Montesquiu i Galliner, actualment despoblada, que era l'única vall d'Orcau fora de la Conca Dellà.
S'acaba aquest termenal en el lloc més estret del pantà de Sant Antoni, entre el Puig de Galliner, al sud-est, i el turó sense nom conegut de 583,2 m. alt. on estan instal·lades actualment tot d'instal·lacions elèctriques i de telecomunicacions. Travessa el pantà en aquest lloc una línia d'alta tensió. El triterme (Salàs de Pallars - Isona i Conca Dellà - Talarn) és justament sota d'aquesta línia elèctrica.

#### Límit amb Talarn
En el punt anterior comença el termenal amb Talarn, que emprèn la direcció nord-oest, s'enfila al turó de 583,2 m. alt. que s'acaba d'esmentar, i continua en la mateixa direcció un tram, per, tot seguit, trencar cap al sud-oest fins que puja a la Roca Tosa, de 770,6 m. alt. A partir d'aquest lloc, tornar a agafar la direcció nord-oest per pujar sempre carena amunt, per Roques Pelades (762,5 m. alt. al lloc més alt), fins que arriba als 820 m. alt., lloc en què el termenal segueix un tros la direcció nord-nord-oest per adreçar-se al Serrat dels Anganets, de 756,5 m. alt., on es troben els termes de Salàs de Pallars, Talarn i Tremp, en l'antic terme municipal de Gurp de la Conca.

#### Límit amb l'antic terme de Gurp de la Conca (Tremp)
Des del Serrat dels Anganets, el termenal pren ara la direcció nord-nord-est, travessa el barranc de les Bruixes i s'enfila tot seguit cap a l'extrem sud-est de lo Serrat, on hi ha l'ermita de Sant Pere Màrtir, que queda en terme de Salàs de Pallars (el termenal passa uns 225 m. al nord-oest de la capella. Des d'aquest lloc, el límit dels dos termes segueix sempre carena amunt, cap a l'oest-nord-oest, fins a Antunyà, a 941 m. alt. Segueix ara cap al nord-oest, abandonant la carena, i baixant cap a la vall del barranc de Fontfreda, fins a trobar la llera del mateix barranc, a 830 m. alt.
El barranc de Fontfreda mateix passa a fer de termenal. El barranc baixa de la Serra de Castellet, seguint sempre una direcció est-sud-est, que el límit dels dos termes segueix a la inversa. La carena sota de la qual s'origina aquest barranc és a 1.583,2 m. alt, just al nord-est de Roca Lleuda (de 1.587,9 m. alt.). Just en aquest lloc antigament es trobaven els termes de Salàs de Pallars, Gurp de la Conca i Espluga de Serra, els dos darrers actualment integrats en el terme municipal de Tremp. Aquest és el punt més occidental, i al nord, del terme de Salàs de Pallars.

#### Límit amb l'antic terme d'Espluga de Serra (Tremp)
L'antic termenal amb Espluga de Serra no era gens llarg: tot just 800 metres. Des de la carena suara esmentada, el termenal traça un arc cap a llevant, inflexionat cap al nord, per damunt dels Clots de Lleràs, fins a trobar la carena on es troba el nou triterme, ara entre Salàs de Pallars, Espluga de Serra (Tremp) i Conca de Dalt, en l'antic terme de Toralla i Serradell. És just al sud de la Pleta Verda, en el mesclant dels dos barrancs que, baixant del nord, formen el barranc de Fontfreda a la capçalera, a 1.400 m. alt.

#### Límit amb l'antic terme de Toralla i Serradell (Conca de Dalt)
Des del punt anterior, el termenal traça un arc contrari a l'anterior que va a trobar una altra carena, a 1.444,8 m. alt., a poc tros i al nord-oest del Turó del Clot del Piu. Seguint ara cap al sud-est, baixa cap a aquest darrer turó, de 1.391,8, i va seguint la mateixa carena, sempre cap al sud-est. Sempre baixant per la carena, arriba prop de la Roca del Manel, de 992,2 m. alt., la qual, però, queda del tot dins del terme de Conca de Dalt.
Pel Bosc de Salàs, el termenal baixa encara cap al sud-est, però decantant-se cada vegada més cap a llevant, fins a assolir el Serrat de Mig, a uns 990 m. alt, que és el lloc on el terme de Salàs és més estret. Continua pel Serrat de l'Extrem, de 866,4 m. alt., i va baixant carenant paral·lel al barranc de n'Aulesa, fins a arribar a 900 metres a ponent del poble de Sensui, prop d'on hi ha la borda de l'Esteve. En aquest lloc el límit del terme torç sobtadament cap al nord, fins que troba la pista de Rivert, lloc on es decanta cap al nord-est per baixar fins al barranc de Sensui, travessa cap a la carena de l'altra banda del barranc, i s'enfila carena amunt pels Solzinons fins a ran de la borda de Fèlix, on hi ha un petit turó de 881,8 m. alt.
En aquest lloc marcant un angle molt tancat, el termenal emprèn la direcció sud-est, i al cap de poc est, per trobar el barranc de Vilanova, a 730 m. alt. La línia de terme segueix aquest barranc, ara cap al sud-sud-est, passa a molt poca distància del poble de Sensui, fins que aquest barranc s'integra en el barranc del Solà. Continua encara un tros pel barranc del Solà, fins que, entre els llocs de Boixellar i de Capsó, a 520 m. alt., es troba un altre límit de tres termes: Salàs de Pallars, Conca de Dalt i la Pobla de Segur.

#### Límit amb la Pobla de Segur
El termenal entre Salàs de Pallars i la Pobla de Segur és breu: poc més de 850 metres. Seguint sempre el barranc del Solà, travessa la carretera C-13 i les vies del ferrocarril, i arriba a la vora del pantà de Sant Antoni, a uns 500 m. alt. Antigament, el termenal anava seguint aigües avall el barranc del Solà, fins a fusionar-se amb la Noguera Pallaresa.

### L'interior del terme
Es podria explicar breument com és el terme de Salàs de Pallars dient que es tracta, bàsicament, de la vall del barranc de Fontfreda. En un primer tram, només la meitat nord de la vall d'aquest barranc, i a la part baixa, tota la vall amb els seus afluents, sobretot el barranc de les Bruixes, que ve per la dreta (la major part d'aquest barranc, però, discorre pel terme de Talarn).
Al barranc de Fontfreda, caldria afegir-hi diversos barrancs paral·lels a ell: pel sud, el Torrentill, que ve del vessant nord de Roca Tosa, i pel nord, el barranc de Sant Pere, prou llarg, que ve del vessant sud de la Roca del Manel, el de Rivert, que baixa d'aquell poble, del terme de Conca de Dalt, el de Vilanova, que ve de llevant de Sensui i forma, amb l'anterior, el barranc del Solà, ja a la part plana del terme.

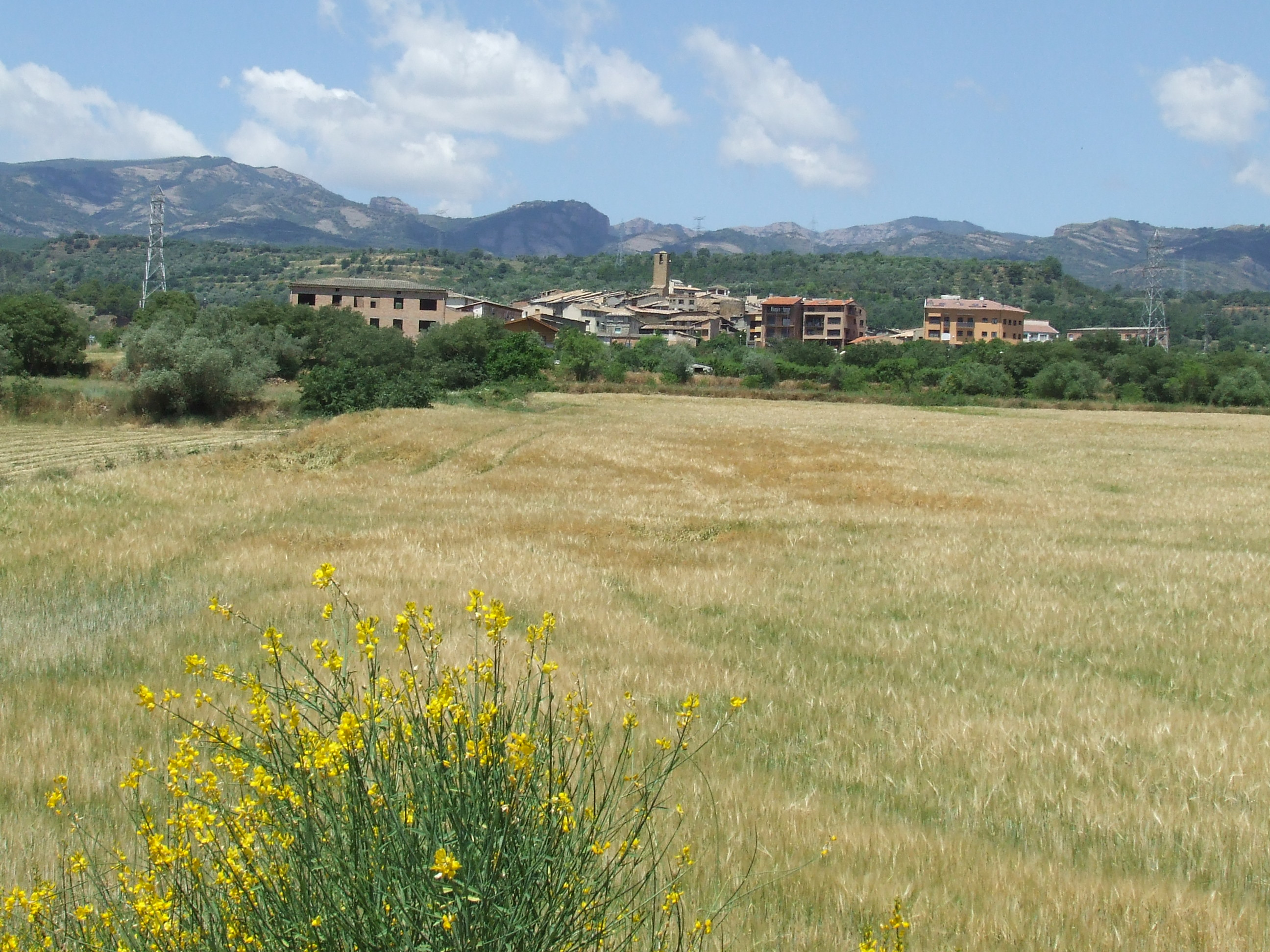
La vila, al capdamunt del pla; rere seu, les muntanyes que li fan de redós

Les elevacions importants del terme són justament als límits del terme, que han quedat ja descrits. Fora d'aquestes elevacions, només cal destacar la zona dels Feixancs de Salàs, a ponent de la vila, amb el turó de Sant Cebrià, de 701 m. alt., la Muntanyera de les Tosques, al seu nord-oest, que assoleix els 603 m. alt., el turó de Sant Roc, a llevant de Salàs, de 626 m. alt., i els Monts, de 654, al nord-est de la vila. Ultra aquestes elevacions, només caldria esmentar la carena on es troba Sensui, de 705, la del Mas del Balust, de 791, la de Sant Clem, de 700, i la mateixa carena que acull la vila de Salàs de Pallars, de 590,3 m. alt., en el punt més elevat de la vila.
La part oriental del terme, en un pla inclinat que va davallant cap a l'embassament de Sant Antoni, conté una bona plana dedicada a l'agricultura i a la ramaderia, en la qual destaca la partida de les Creus. Tanquen aquesta plana, al nord-est del terme, prop del pantà de Sant Antoni i de Sant Joan de Vinyafrescal els Monts, amb la muntanyeta de Sant Roc a l'extrem meridional, proper a Salàs de Pallars.

### Nuclis de població
| Entitat de població | Habitants (2024) |
| Salàs de Pallars    | 348              |
| Sensui              | 6                |
| Font: Idescat       |                  |

Antigament constituïen el terme de Salàs de Pallars la mateixa vila d'aquest nom, i els pobles de Sensui i del Mas del Balust. Actualment aquest darrer ha quedat del tot despoblat, mentre que a Sensui es manté una petita agrupació de 4 veïns, el 2006.
A part de les entitats de població, el terme salassenc té algunes capelles, ermites i santuaris, entre les quals destaquen l'ermita romànica de Sant Roc, 1 quilòmetre a llevant de la vila, la de Sant Cebrià, 500 m. al sud-oest, també romànica, la de Sant Pere Màrtir, modernament refeta, a l'oest, al límit amb Talarn, i l'antic santuari de Sant Climent, popularment anomenada Sant Clem. Aquesta darrera té un possible origen romànic, però no en queda cap vestigi recognoscible.
Es té constància d'una capella dedicada a santa Margarida, que està documentada fins al 1758, quan es diu que es troba en un estat indecent. No se sap amb exactitud on era.
- Salàs de Pallars
- Sensui

#### La vila de Salàs de Pallars

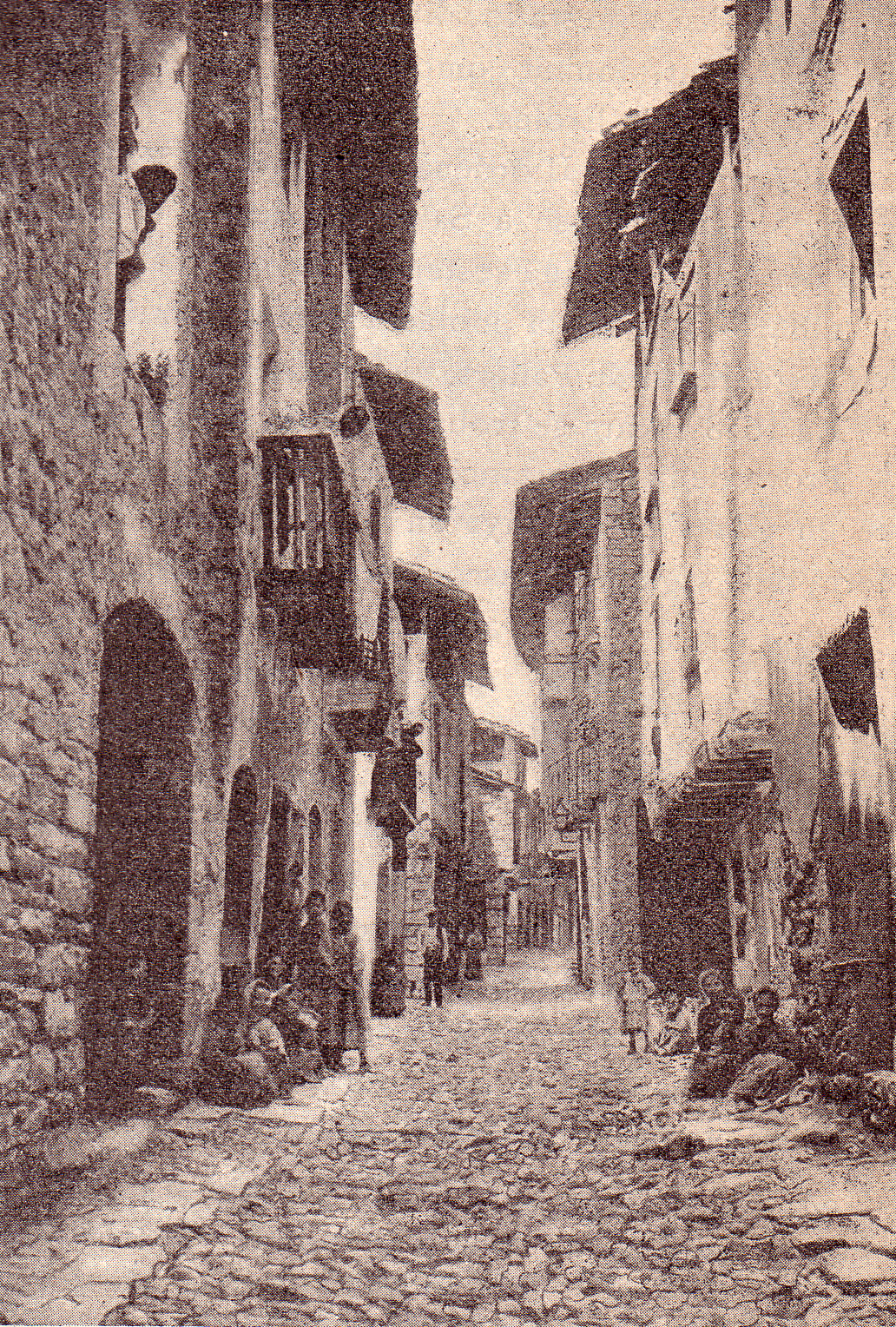
Carrer Sant Cebrià Alt el 1900

Salàs de Pallars conserva perfectament visible el seu traçat urbanístic medieval de vila closa. Allargassada de sud-est (entrada al poble), a 567 m. alt., a nord-oest (on hi ha Can Delme), a 590, és encara un recinte tancat, amb dos carrers interiors paral·lels amb una única sortida pel costat nord, i dos carrers exteriors que ressegueixen els murs de la vila: el carrer del Vall (testimoni del vall que protegia la muralla pel costat septentrional), i l'avinguda d'Enric Gispert, antic camí de ronda exterior per costat sud.
Al capdamunt, la plaça de Capdevila, amb la font d'aquest nom i a la part baixa, la de Soldevila, amb la font també d'aquest mateix nom. Conserva tres dels antics portals -un d'ells, el de Soldevila, amb una magnífica torre cilíndrica de defensa annexa- i dues més de les torres que defensaven els mateixos portals i els angles de la vila, actualment formant part del recinte format per les cases que es dreçaren aprofitant la mateixa muralla. Una d'aquestes torres -i potser les restes d'altres- estan integrades dins de cases actuals. La Casa de la Vila és en una d'aquestes torres, la de Soldevila.

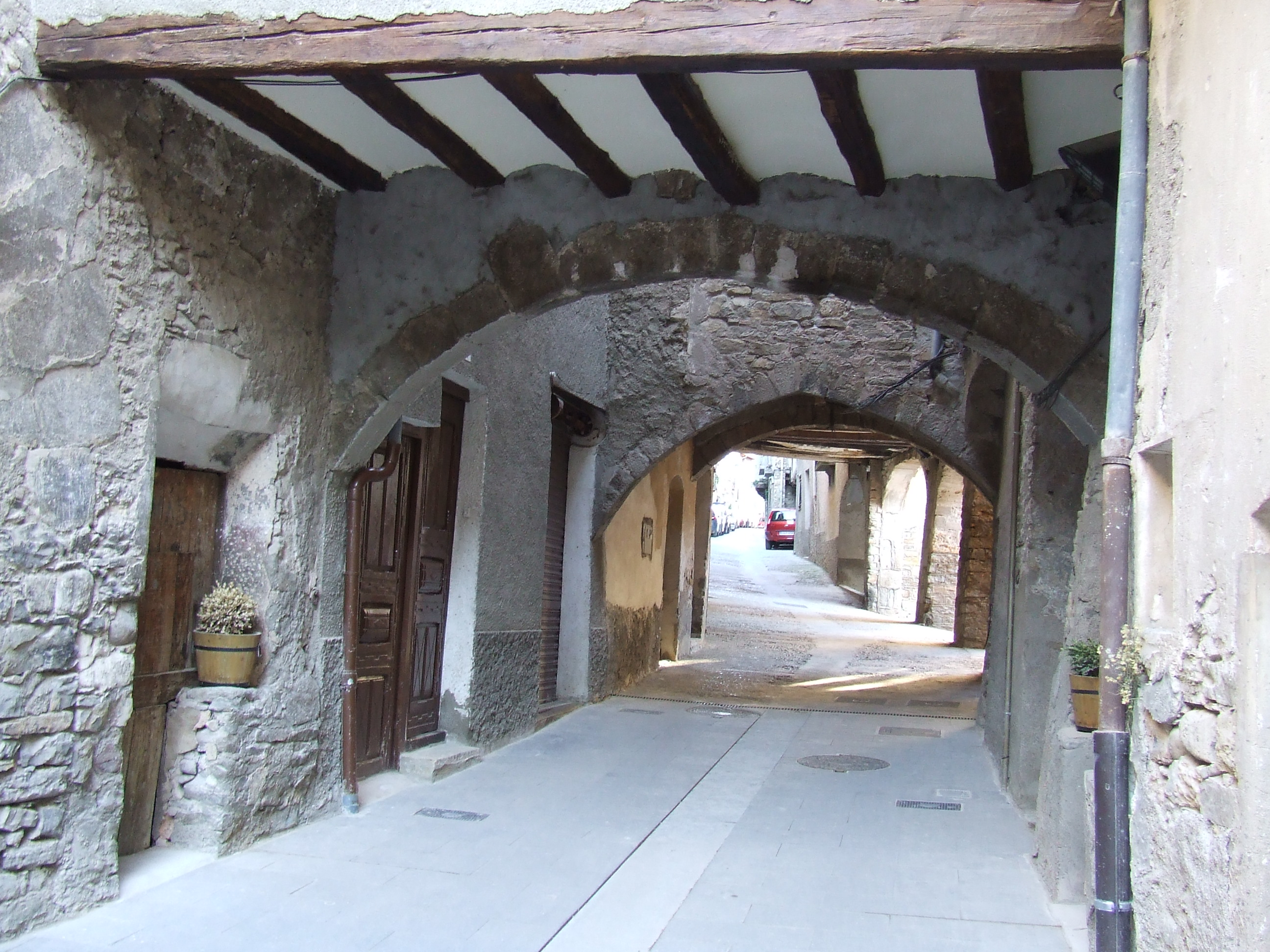
Carrer de Sant Cebrià Alt, clarament medieval

A la part alta de la vila hi degué haver el castell, integrat en la vila mateixa, i en l'actualitat s'hi troba l'església parroquial de la Mare de Déu del Coll, prop de la qual hi ha una plaça quadrada i porticada, la Plaça del Mercat, on hi ha restes d'una torre quadrada, amb espitlleres, que podria ser part de l'antic castell. La mateixa església, a més, és en part construïda damunt d'una torre de la muralla, potser la mateixa torre mestra del castell.
A l'interior, s'obren alguns espais més amples que els carrers, molt estrets, així com trossos de carrers i de places porticats, on se celebrava la Fira de Salàs, entre el primer i el segon diumenge de quaresma, antiga concessió reial aparellada al títol de vila de què gaudia Salàs de Pallars. Més tard, quan la Fira de Salàs adquirí un volum considerable, el Firal fou traslladat extramurs, al llarg del vall que s'estenia al nord de la vila, i nasqué un carrer, el de les Eres, que acollia els corrals on es guardava el bestiar que es portava a la fira de bestiar de peu rodó, així com petits hostals per als firaires.
Dins de la vila, romangué el mercat pròpiament dit, el setmanal, per a ús més estrictament dels salassencs. Les llindes i els escuts de moltes de les cases que en constitueixen el nucli informen de la importància que tingué Salàs de Pallars a l'edat mitjana tardana i durant tota l'edat moderna.
- Casa de la Plaça del Forn Vell
- Casa del carrer de Sant Cebrià Alt
- Casa del carrer de Bon Jesús
- Casa Llari, al carrer de Sant Pere
- Casa del carrer de Sant Pere

Uns 500 metres a llevant del poble hi ha el cementiri de la vila, en el qual es troben les restes de l'antiga església parroquial de sant Pere, romànica, només conservada en part, però l'absis central de la qual es reaprofità com a capella del cementiri. Les dues absidioles laterals també s'han conservat, però tenen un ús senzillament ornamental.
| 1497 f | 1515 f | 1553 f | 1717 | 1787 | 1857  | 1877  | 1887  | 1900 | 1910 |
| ------ | ------ | ------ | ---- | ---- | ----- | ----- | ----- | ---- | ---- |
| 67     | 61     | 83     | 365  | 950  | 1.318 | 1.210 | 1.275 | 929  | 877  |

| 1920 | 1930 | 1940 | 1950 | 1960 | 1970 | 1981 | 1990 | 1992 | 1994 |
| ---- | ---- | ---- | ---- | ---- | ---- | ---- | ---- | ---- | ---- |
| 810  | 740  | 667  | 624  | 688  | 490  | 401  | 357  | 342  | 342  |

| 1996 | 1998 | 2000 | 2002 | 2004 | 2006 | 2008 | 2010 | 2012 | 2014 |
| ---- | ---- | ---- | ---- | ---- | ---- | ---- | ---- | ---- | ---- |
| 358  | 334  | 330  | 329  | 332  | 330  | 341  | 334  | 368  | 365  |

| 2016 | 2018 | 2020 | 2022 | 2024 | 2026 | 2028 | 2030 | 2032 | 2034 |
| ---- | ---- | ---- | ---- | ---- | ---- | ---- | ---- | ---- | ---- |
| 340  | 324  | 327  | 345  | 349  | -    | -    | -    | -    | -    |

## Història
Segons alguns autors, Salàs de Pallars és una de les poblacions pallareses amb restes arquitectòniques o arqueològiques que palesen el seu poblament en temps de la colonització romana, ja que té jaciments arqueològics que detecten presència humana des de l'edat de bronze.
El 840 es té notícia de l'existència de Salàs de Pallars: un document d'aquella època ens narra la venda de la vila de Censui al monestir de Sant Genís de Bellera. A partir d'aquell moment, són abundans les referències al castell o a la vila de Salàs. El 995 un altre document dictamina sobre el plet que hi hagué entre el monestir de Sant Genís de Bellera i els veïns de Salasse.
Salàs de Pallars fou un dels llocs que tenia en possessió Arnau Mir de Tost, qui, en nom del comte d'Urgell conquerí el Pallars Jussà. Arnau Mir de Tost va cedir en dot aquest lloc a la seva filla Valença, muller que fou d'Artal, comte de Pallars, vers el 1054. El 1247 el comte de Pallars Arnau Roger venia el castell i la vila a Joan de Toralla, tot i que els Orcau també tenien senyoriu a la vila, els en corresponia la meitat. El 1280, després d'algunes revoltes de nobles, assolia el poder de Salàs el rei mateix, un descendent del qual, al cap d'un segle just (1380), concedia el títol de vila a Salàs de Pallars, així com el privilegi de fer-hi fira un cop a l'any. A partir d'aquell moment, Salàs estigué en el centre de totes les peripècies per les quals passà la comarca, i Catalunya sencera, a la baixa edat mitjana.
- Portal i torre de Soldevila
- Portal i torre de Capdevila
- Torre de Barta

- Portal del Vall, o del Firal
- Portal de la Solana
- Portal de l'Església, per sota l'altar major

Salàs de Pallars arribà a celebrar quatre fires anuals, al segle xv, la qual cosa ens informa del caràcter comercial que prengué aquesta vila. Estan totes elles profusament documentades a l'arxiu de la Paeria de Lleida. De les quatre, la del primer i segon diumenge de Quaresma va perviure al llarg dels segles, i fins al darrer terç del segle xx se celebrà amb molt de relleu.

### Edat moderna

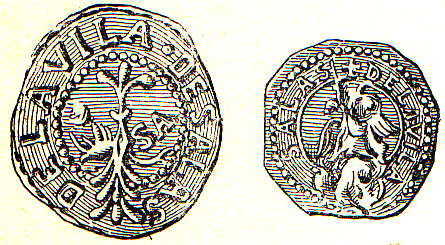
Monedes encunyades a Salàs de Pallars el segle XVII

El 1553 Salàs registrava 64 focs (uns 320 habitants), i se situava com a tercera població de la comarca, rere Talarn i Tremp. Molt poc després, el 1595 hi consten 110 focs, que alguns llibres consultats confonen amb 110 habitants (hi ha una diferència d'1 a 5, aproximadament).

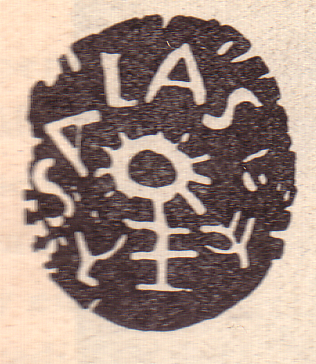
Segell antic de Salàs de Pallars

Sovint al llarg de la història Salàs de Pallars gaudí de diversos privilegis. Correspon, possiblement, ja al segle xvii la concessió d'encuny de moneda pròpia, de la qual es conserven algunes mostres.
La màxima esplendor de Salàs de Pallars s'assolí el segle xviii, moment en què la població ateny els 919 habitants el 1787 (Cens de Floridablanca), i esdevé la segona població del Pallars Jussà, superada només per Tremp. Segons el viatger espanyol Francisco de Zamora, hi havia a Salàs cinc terrissaires, set espardenyers, diversos teixidors de lli, i a la fira hi havia 40 corrals per al bestiar que hi portaven.
Fins a l'extinció dels senyorius, el 1831, Salàs de Pallars formava part dels dominis del marquès de Pallars, que eren també ducs de Cardona i de Segorb i vescomtes de Vilamur.

### Edat contemporània

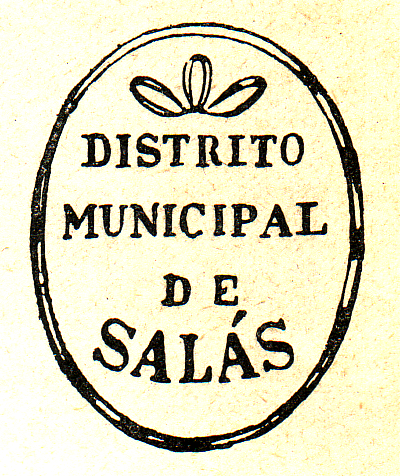
Segell municipal vers el 1900

Segons Pascual Madoz, en el seu Diccionario geográfico..., publicat el 1845, Salás és en un pla de la Conca de Tremp, prop de la Noguera Pallaresa, ventilada pels vents del nord i de l'oest. El clima és sa, i s'hi pateixen alguns cadarns. Consta en aquell moment de 182 cases, casa de la vila, presó i escola de nens, amb uns 40 nens assistents. Esmenta que fora de la vila hi ha una formosa font amb aigua portada per un conducte subterrani. Hi ha tres torres, separades entre elles, de l'antiga fortificació. A part de l'església parroquial de Nostra Senyora del Coll hi ha l'antiga església de Sant Pere Apòstol, a prop de la vila, i les ermites de sant Climent i sant Cebrià. Hi havia un pont de fusta sobre la Noguera Pallaresa, destruït a la darrera guerra, per a Madoz (la carlina del 1822).

Escut municipal de Salàs de Pallars fins al 1987

En el terme, el terreny és pla, argilós i calcari, i en algunes parts, fluix i pedregós. Hi havia pocs boscos i arbres, però, en canvi, moltes fonts. S'hi conreaven 1.500 quarteres de blat i igual nombre d'ordi, 200 de sègol, 100 de mestall, 3.000 costals de vi, molt poc oli, a causa de les glaçades, i patates, hortalisses i fruita. Hi havia ramats d'ovelles, cabres i vaques, i es feia llana i seda. De cacera, perdius, llebres i conills, i de pesca, truites, anguiles i barbs. També hi havia 3 terrissaires, 2 telers, un molí fariner i un d'oli. A més, Madoz destacava molt la importància de la fira de Salàs, dedicada a la ramaderia. La població era xifrada en 137 veïns (caps de família) i 834 ànimes (habitants).

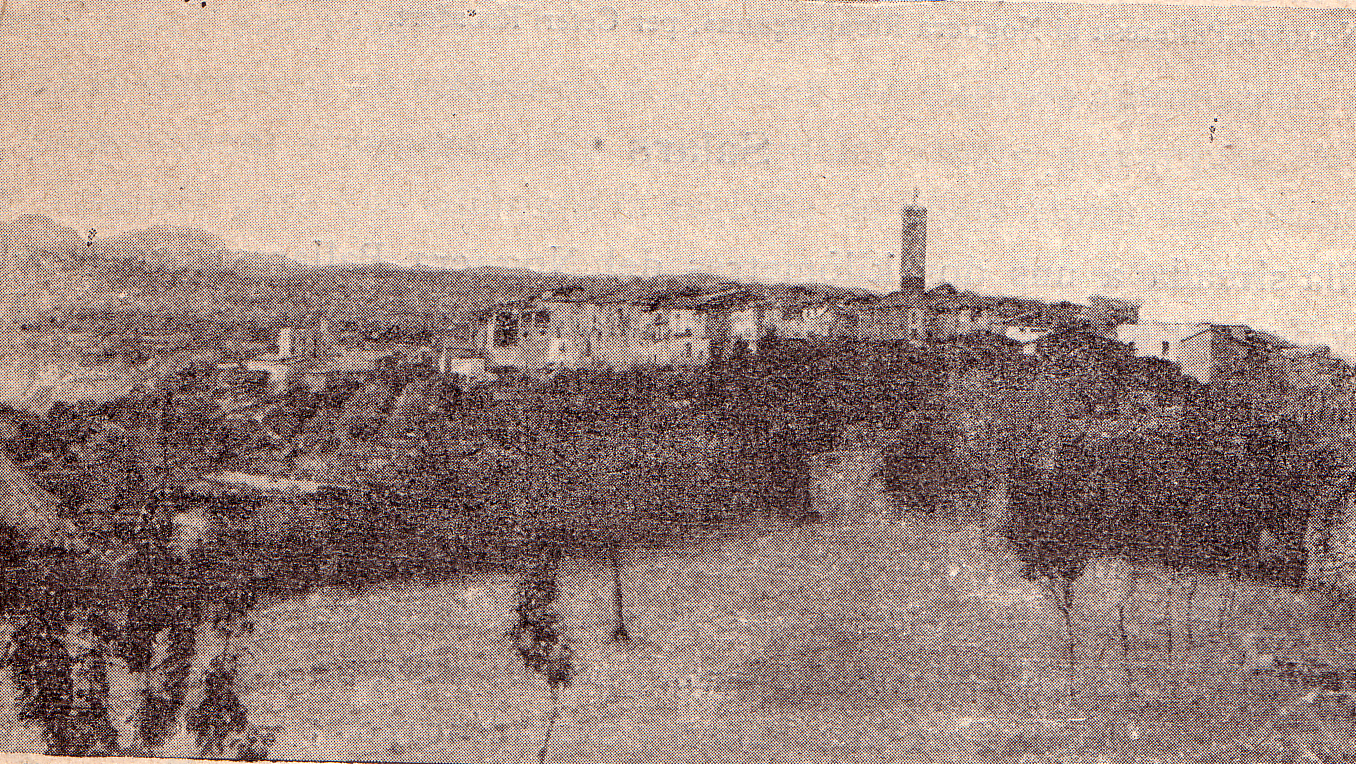
La vila de Salàs de Pallars vers 1912

El 1860 ateny el màxim de població de la seva història: 1.332 habitants, però des d'aquell moment comença la davallada, que ja no s'ha aturat mai més.
El 1900, segons informa la Geografia general de Catalunya dirigida per Francesc Carreras i Candi, Salars compta amb 365 edificis, i 929 habitants de fet i 1.030 de dret, dels quals 312 edificis i 751 habitants són de Salàs, i la resta, de Censuy o dispersos pel terme, entre els quals destaca el Mas del Balust i el santuari de sant Clem.

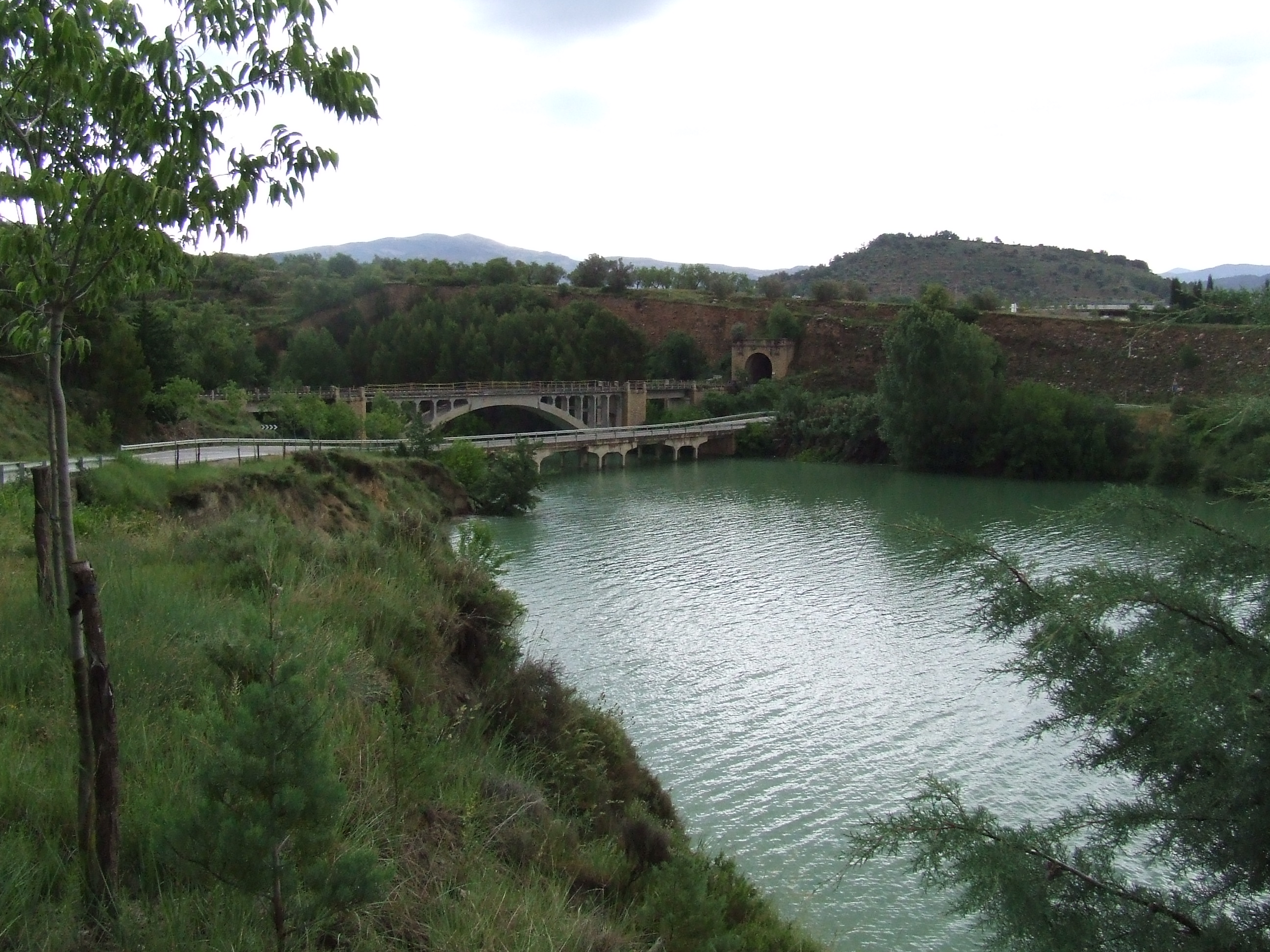
Els ponts del ferrocarril, de la carretera, anomenat Pont dels Palillos, i una de les cues laterals del pantà

El 1900 hi havia 929 habitants, 810 el 1920, 740 el 1930, 667 el 1940, 490 el 1970, 409 el 1975, 401 el 1981, 337 el 1991 i 330 el 2006.
Durant els darrers anys del segle xix i fins al 1951, Salàs de Pallars va viure la construcció de tres obres públiques que canviaren el paisatge de la vila i ajudaren a millorar molt les comunicacions: la construcció de la carretera general, la del ferrocarril de Lleida a la Pobla de Segur (part que es dugué a terme d'un projecte de més volada, ja que pretenia travessar els Pirineus pel Pallars Sobirà i entrar en territori de l'estat francès) (1951) i l'central hidroelèctrica de Talarn (1913).

## Política

### Llista d'alcaldes
- Antoni Farrús (1891-1893)
- Josep Borràs (1894)
- Pau Sirvent (1917)
- Enric Farriol Castellà (durant la dictadura de Primo de Rivera)[7]
- Francesc Huguet (1936)
- Miquel Farré Mir (18/10/1936 / novembre 1937), d'ERC.
- Ramón Deola (novembre 1937- abril 1938). Mort a Lleida el 25 de novembre de 1939 a mans de l'exèrcit franquista.[7]
- Miquel Mir Farré (1938)
- Lluís Llusà Farriol (1941)
- Antoni Girós Roca (20.12.1972 - 19.04.1979)

Alcaldes escollits des de les eleccions municipals de 1979:
- Salvador Puig i Aloy (19.04.1979 - 25.05.1991)
- Josep Maria Bertran i Español (15.06.1991 - 24.05.2003)
- Francesc Borrell i Grau (10.07.2003 - 27.11.2021)[8]
- Enric Cambon i Clos (27.11.2021 - 17.06.2023)
- Jaume Solé i Colom (17.06.2023 - 10.06.2025)[9]
- Toni Millet i Bastús (10.06.2025 - actualitat)

### Eleccions municipals 2023[10]
| Eleccions municipals de 28 de maig de 2023 - Salàs de Pallars                                     |                                                   |                                     |                                     |      |          |          |
| Candidatura                                                                                       | Candidatura                                       | Candidatura                         | Cap de llista                       | Vots | Vots     | Regidors |
|                                                                                                   | Compromís x Salàs (PSC-CP)                        |                                     | Joaquin Cuartero López              | 93   | 46,26%   | 3 (-1)   |
|                                                                                                   | Esquerra Republicana de Catalunya-Acord Municipal |                                     | Toni Millet i Bastús                | 52   | 25,87%   | 2 (-1)   |
|                                                                                                   | Amunt Salàs (CUP)                                 |                                     | Jaume Solé i Colom                  | 53   | 26,36%   | 2 (+2)   |
|                                                                                                   | Vots en blanc                                     |                                     |                                     | 3    | 1,90%    |          |
| Total vots vàlids i regidors                                                                      | Total vots vàlids i regidors                      | Total vots vàlids i regidors        | Total vots vàlids i regidors        | 210  | 100 %    | 7        |
|                                                                                                   | Vots nuls                                         | Vots nuls                           | Vots nuls                           | 2    |          |          |
| Participació (vots vàlids més nuls)                                                               | Participació (vots vàlids més nuls)               | Participació (vots vàlids més nuls) | Participació (vots vàlids més nuls) | 213  | 74,90%** |          |
| Abstenció                                                                                         | Abstenció                                         | Abstenció                           | Abstenció                           | 68*  | 25,10%** |          |
| Total cens electoral                                                                              | Total cens electoral                              | Total cens electoral                | Total cens electoral                | 271* | 100 %**  |          |
| Batlle: Jaume Solé i Colom                                                                        |                                                   |                                     |                                     |      |          |          |
| Fonts: Pallars Digital (* No són vots sinó electors. ** Percentatge respecte del cens electoral.) |                                                   |                                     |                                     |      |          |          |

Legislatura 2023-2027
- Jaume Solé i Colom (SA-AMUNT-AMC), alcalde
- Mireya Gómez Bejarano (SA-AMUNT-AMC), regidora
- Toni Millet Bastús (ERC-AM), regidor
- Laia Caballer Balust (ERC-AM), regidora
- Joaquín Cuartero López (CXSP-CP), regidor
- Josep Verdeny Domingo (CXSP-CP), regidor
- Miquel Madrigal Bardají (CXSP-CP), regidor

| Eleccions municipals de 26 de maig de 2019 - Salàs de Pallars                                     |                                                   |                                     |                                     |      |          |          |
| Candidatura                                                                                       | Candidatura                                       | Candidatura                         | Cap de llista                       | Vots | Vots     | Regidors |
|                                                                                                   | Compromís x Salàs (PSC-CP)                        |                                     | Francesc Borrell i Grau             | 123  | 58,57%   | 4 (-1)   |
|                                                                                                   | Esquerra Republicana de Catalunya-Acord Municipal |                                     | Toni Millet i Bastús                | 83   | 39,52%   | 3 (+3)   |
|                                                                                                   | Vots en blanc                                     |                                     |                                     | 4    | 1,90%    |          |
| Total vots vàlids i regidors                                                                      | Total vots vàlids i regidors                      | Total vots vàlids i regidors        | Total vots vàlids i regidors        | 210  | 100 %    | 7        |
|                                                                                                   | Vots nuls                                         | Vots nuls                           | Vots nuls                           | 10   | 4,55%    |          |
| Participació (vots vàlids més nuls)                                                               | Participació (vots vàlids més nuls)               | Participació (vots vàlids més nuls) | Participació (vots vàlids més nuls) | 220  | 83,97%** |          |
| Abstenció                                                                                         | Abstenció                                         | Abstenció                           | Abstenció                           | 42*  | 16,03%** |          |
| Total cens electoral                                                                              | Total cens electoral                              | Total cens electoral                | Total cens electoral                | 262* | 100 %**  |          |
| Batlle: Francesc Borrell i Grau Per majoria absoluta dels vots dels regidors                      |                                                   |                                     |                                     |      |          |          |
| Fonts: Pallars Digital (* No són vots sinó electors. ** Percentatge respecte del cens electoral.) |                                                   |                                     |                                     |      |          |          |

Legislatura 2019-2023
- Francesc Borrell i Grau (Compromís x Salàs-CP), alcalde
- Enric Cambon i Clos (Compromís x Salàs-CP), regidor
- Joaquim Cuartero i López (Compromís x Salàs-CP), regidor
- Guillermo Berlanga i Carlos (Compromís x Salàs-CP), regidor
- Toni Millet i Bastús (ERC-AM), regidor
- Eulàlia Caballer i Balust (ERC-AM), regidor
- Roger Palacin i Chauri (ERC-AM), regidor

| Eleccions municipals de 24 de maig de 2015 - Salàs de Pallars                                |                                                             |                                     |                                     |      |          |          |
| Candidatura                                                                                  | Candidatura                                                 | Candidatura                         | Cap de llista                       | Vots | Vots     | Regidors |
|                                                                                              | Independents per Salàs - Candidatura de Progrés (IxSP - CP) |                                     | Francesc Borrell i Grau             | 135  | 63,38%   | 5 ()     |
|                                                                                              | Convergència i Unió (CIU-ISP)                               |                                     | Joan Pericó i Carrió                | 68   | 31,92%   | 2 ()     |
|                                                                                              | Vots en blanc                                               |                                     |                                     | 10   | 4,63%    |          |
| Total vots vàlids i regidors                                                                 | Total vots vàlids i regidors                                | Total vots vàlids i regidors        | Total vots vàlids i regidors        | 213  | 100 %    | 7        |
|                                                                                              | Vots nuls                                                   | Vots nuls                           | Vots nuls                           | 3    | 1,39%    |          |
| Participació (vots vàlids més nuls)                                                          | Participació (vots vàlids més nuls)                         | Participació (vots vàlids més nuls) | Participació (vots vàlids més nuls) | 216  | 77,70%** |          |
| Abstenció                                                                                    | Abstenció                                                   | Abstenció                           | Abstenció                           | 62*  | 22,30%** |          |
| Total cens electoral                                                                         | Total cens electoral                                        | Total cens electoral                | Total cens electoral                | 278* | 100 %**  |          |
| Batlle: Francesc Borrell i Grau Per majoria absoluta dels vots dels regidors                 |                                                             |                                     |                                     |      |          |          |
| Fonts: Gencat.cat (* No són vots sinó electors. ** Percentatge respecte del cens electoral.) |                                                             |                                     |                                     |      |          |          |

## Activitat econòmica
Entre les característiques de la vila de Salàs de Pallars, associada al mateix títol de vila, hi ha l'existència d'una séquia que arrenca del riu Flamisell a prop de la Pobla de Segur, i permet que una part del terme de Salàs sigui d'horta, on es cullen abundoses fruites i verdures. En la resta del terme es collia gra, vi, oli i llegums. També hi havia un trull, o molí d'oli, i dos molins fariners.
Els boscos eren abundosos i prové sobretot de campanyes de repoblació amb pi a la part més muntanyosa del terme, que sol ser també la més abandonada. A les terres més planes i fàcils de conrear encara s'hi cullen cereals, oliveres i farratges. Hi ha ramaderia, amb unes ovelles i porcí.

## Festes i tradicions
La festa o tradició que ha donat més nom a Salàs de Pallars al llarg de la història ha estat la fira de bestiar de peu rodó, la de més prestigi de tot el Pirineu català. Establerta el 1380 per concessió de Pere el Cerimoniós al mes de desembre, segons alguns autors, o fins i tot anteriorment, per d'altres, el cert és que el caràcter de vila havia comportat a Salàs el privilegi de celebrar no una, sinó diverses fires i mercats. Per exemple, el 1420 Alfons el Magnànim en concedí dues més, una de les quals coincideix de dates amb la que ha perdurat més al llarg dels segles, i que ha donat més renom a la vila de Salàs de Pallars.

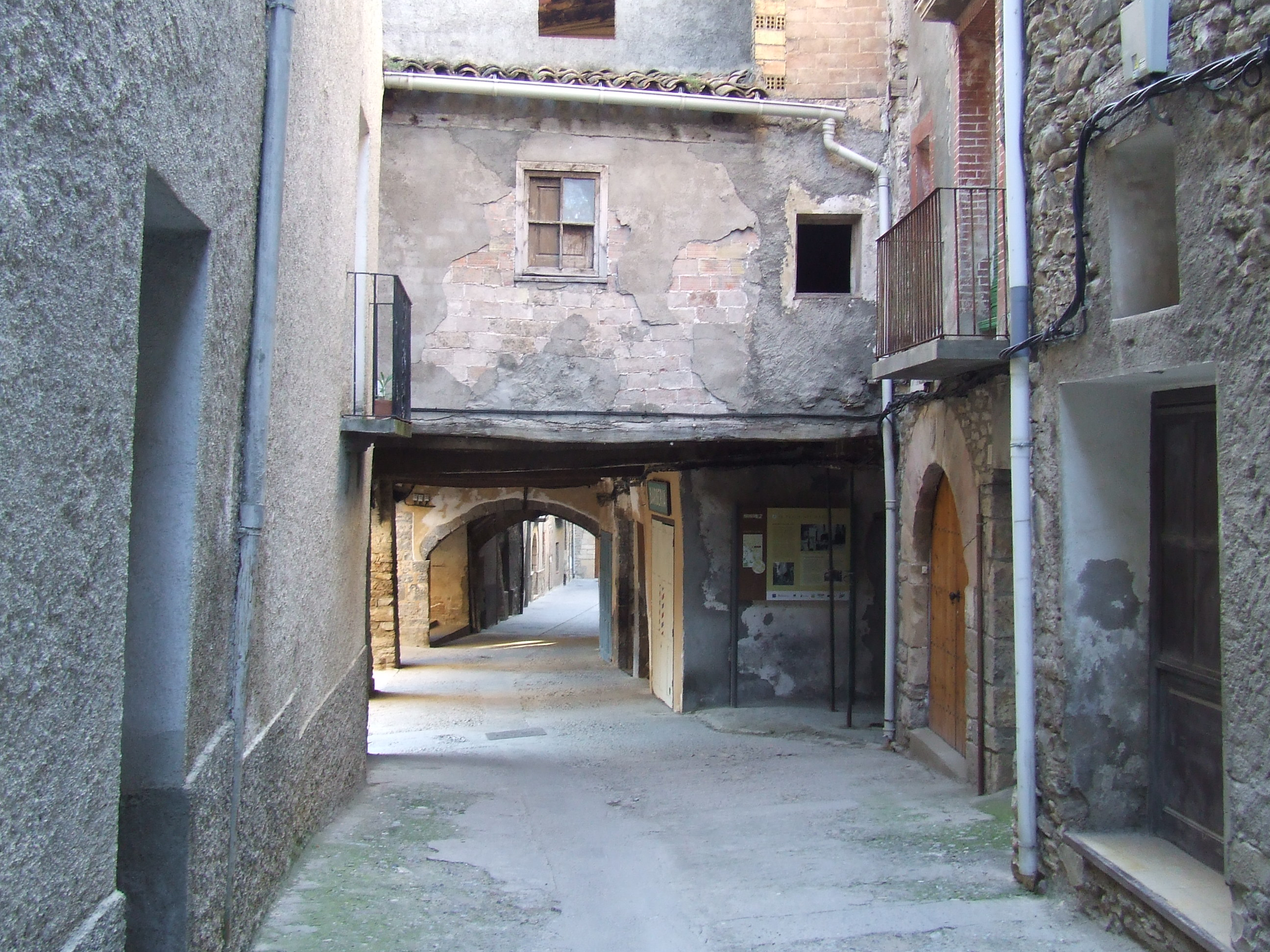
Extrem de la plaça del Mercat, amb els portals que acollien el mercat setmanal de Salàs de Pallars

Fins a quatre fires anuals arribà a celebrar, cosa que parla de la importància, sobretot comercial, que adquirí la vila, davant Tremp i Talarn, que tenien importància per altres motius (administratiu, estratègic, etc.).
La de Salàs de Pallars era una de les tres grans fires de bestiar de peu rodó que se celebraven a Catalunya; les altres eren les d'Organyà i Verdú. Totes tres han acusat fortament els canvis dels temps, i si la fira es continua celebrant és més per mantenir una tradició, amb més voluntat que utilitat real de la mateixa fira.
Actualment, Salàs continua celebrant fires, adaptades als nous aires que corren. A mitjans d'agost se celebra una Fira d'Art, recuperant les antigues eres de la fira de bestiar, com a espais expositius; al desembre una Fira de l'arbre i del pessebre, a partir de la diada de santa Llúcia.
A part de la Fira de Salàs, aquesta vila era rica en celebracions festives, la major part d'origen religiós. El darrer diumenge d'abril, per exemple, es puja a Sant Pere Màrtir, al límit amb Talarn, per l'Aplec de Sant Pere Màrtir, amb cant dels goigs i benedicció del terme. El 16 d'agost se celebrava un altre aplec, d'origen votiu, a la capella de sant Roc.
Per sant Antoni també es feia una festa molt lluïda, a l'entorn dels animals que es feien servir en el treball del camp, i, pocs dies després, el Carnaval tenia un espai especial, amb la tradició del ball de sellons: els balladors portaven càntirs plens d'aigua, anomenats sellons a la comarca, que havien de mantenir enlaire sense que els caigués, ja que si això passava, la balladora quedava amarada i feien tots dos el ridícul. Alhora, però, calia esquitxar amb l'aigua els altres balladors, perquè caiguessin i se'ls trenqués el selló.
La Nit de sant Joan es baixaven falles de la muntanya. Aquest costum es va perdre, i es van substituir per fogueres fetes dins del poble. Era tradicional de ballar una dansa al voltant del foc. Aquesta dansa, pròpia de la vila, fou recollida per mossèn Vicenç Bosch, que en va escriure la partitura, i ha estat reproduïda per Joan Bellmunt en el llibre citat a la bibliografia.
El món dels acordionistes mítics del país compta amb un salassenc: Lluís Girós i Vilaspasa, un dels més apreciats a les dècades dels seixanta i setanta del segle xx. Estudià música de la mà de Domènec Cardenyes i debutà molt jove l'any 1962: als 16 anys, a la Festa Major de Torallola. Durant la posterior dècada ambientà les festes i aplecs de més de 120 pobles del Pirineu. Es retirà a mitjan anys 70, encara que fins avui dia (2024) dirigeix les caramelles de Salàs de Pallars.
Dues són les Festes Majors de Salàs de Pallars. La principal, per la Mare de Déu de les Neus, el 5 d'agost. La segona, la xica, el 16 de setembre (o diumenge a sobre), per sant Cebrià. Lligat amb aquesta segona festa, Joan Amades recollí un ball de cascavells, a Salàs: els fadrins del poble, duent uns cascavells que eren patrimoni de la confraria del sant i es guardaven a l'església. Anaven en parelles, i duien el cascavell al camal de fora de la formació. Els capdavanters de la formació, anomenats majorals, duien dues grosses escombres de bedoll, amb les quals encalçaven i pegaven els fadrins que trobaven i no s'havien incorporat al seguici. Amb les mans a la cintura, formaven dues llargues fileres, i anaven ballant tota l'estona. Quan arribaven als llocs assenyalats del poble, cantaven la tonada (Quan veneu els ous, Tereseta, Tereseta? Quan veneu els ous, Tereseta? A tres sous. Perquè són petits, Tereseta, Tereseta, perquè són petits, Tereseta, a tres i mig) i feien una coreografia en què les dues fileres s'entrellaçaven. Davant de cada casa el paborde (el personatge principal del ball) desitjava les bones festes als estadants i els desitjava salut i vida, goig i prosperitat. Els visitats solien convidar els fadrins balladors, que podien acabar el dia de molt bon humor. Era un no parar durant una estona llarga, i com que la tradició era que hi anessin tots els fadrins (solters) del poble, independentment de l'edat que tinguessin, sorgí la curiosa interpretació que no era una dansa de cascavells (picarols), sinó de casca vells, a causa del tràfec, difícil de suportar per les persones grans. La música també està recollida en el llibre de Bellmunt.

## Serveis turístics
Des del punt de vista d'allotjament, Salàs de Pallars compta amb un hotel (Bertran), una fonda (Salasse), un alberg-refugi (la Solana) i 2 cases d'allotjament rural (Cal Joan i Casa Delme). L'hotel i la fonda disposen també de restaurants, i encara se n'hi poden trobar fins a dos més, així com dos bars.
Salàs de Pallars té des de fa uns cinc anys una oferta de caràcter cultural de molt interès. A partir de la col·lecció privada de Francesc Farràs i Grau, consistent a aplegar tota mena d'objectes relacionats amb el petit comerç local, a Salàs s'ha creat un Centre d'Interpretació de l'Antic Comerç (CIAC), i s'han reconstruït sis locals comercials, museïtzats, amb col·leccions temàtiques molt riques: una barberia, un comerç d'ultramarins i colonials, una farmàcia, una merceria, un estanc i, finalment, un cafè. Tots sis establiments pretenen mostrar com era el comerç local en un poble durant la primera meitat del segle xx.
A part, a partir del mateix CIAC, s'han dut a terme sis exposicions, una a l'any, monogràfiques. La del 2011 està dedicada a la immigració pallaresa a l'argentina de l'any 1910, quan el Pallars passà una profunda depressió econòmica que feu marxar a fer les Amèriques gairebé un terç de la població. Els salassencs marxaren sobretot a l'Argentina. Les antigues escoles de Salàs de Pallars acull aquesta exposició. Tant les botigues com l'exposició es poden visitar tots els caps de setmana; les botigues, en visita guiada.

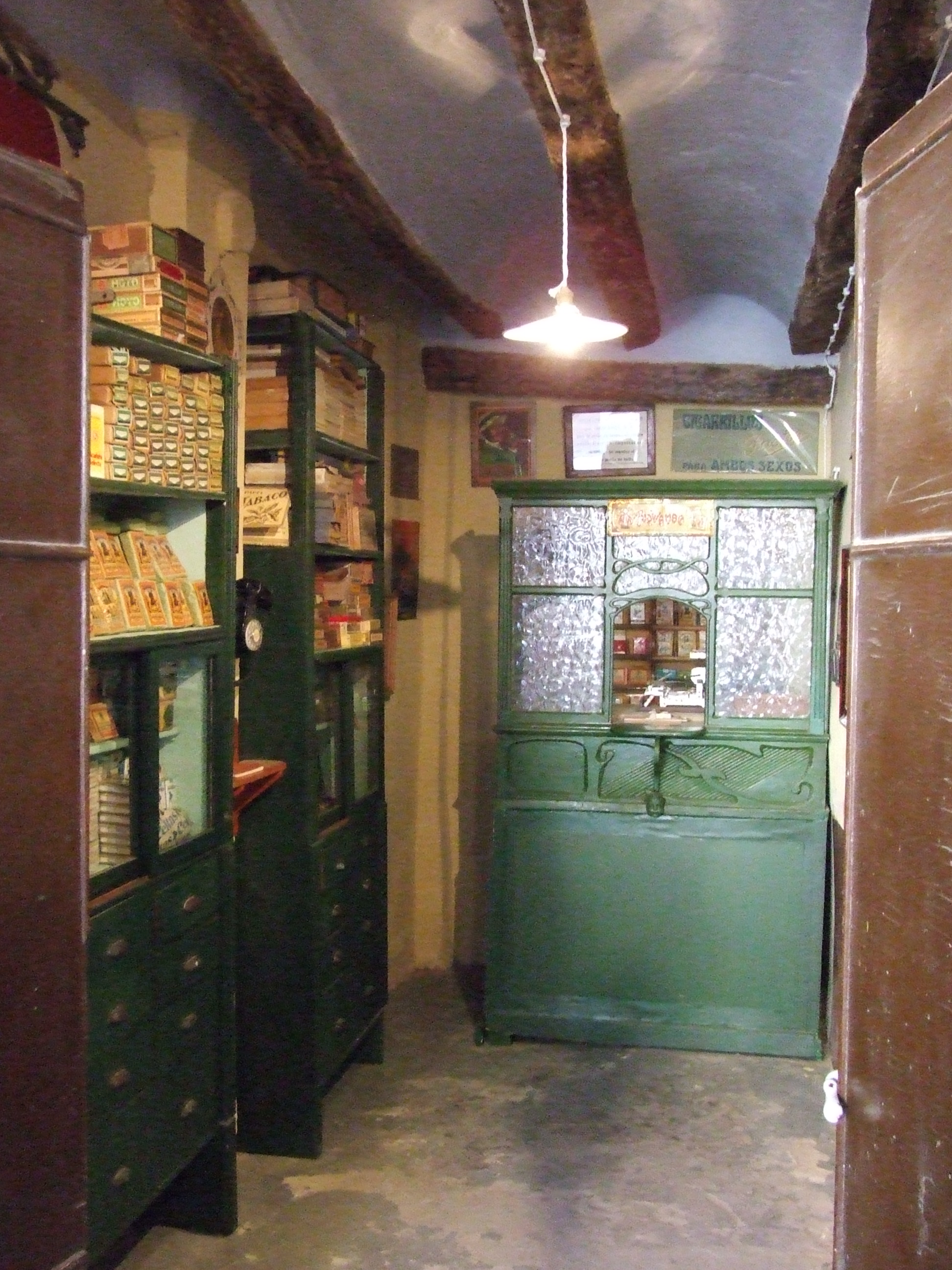
L'estanc
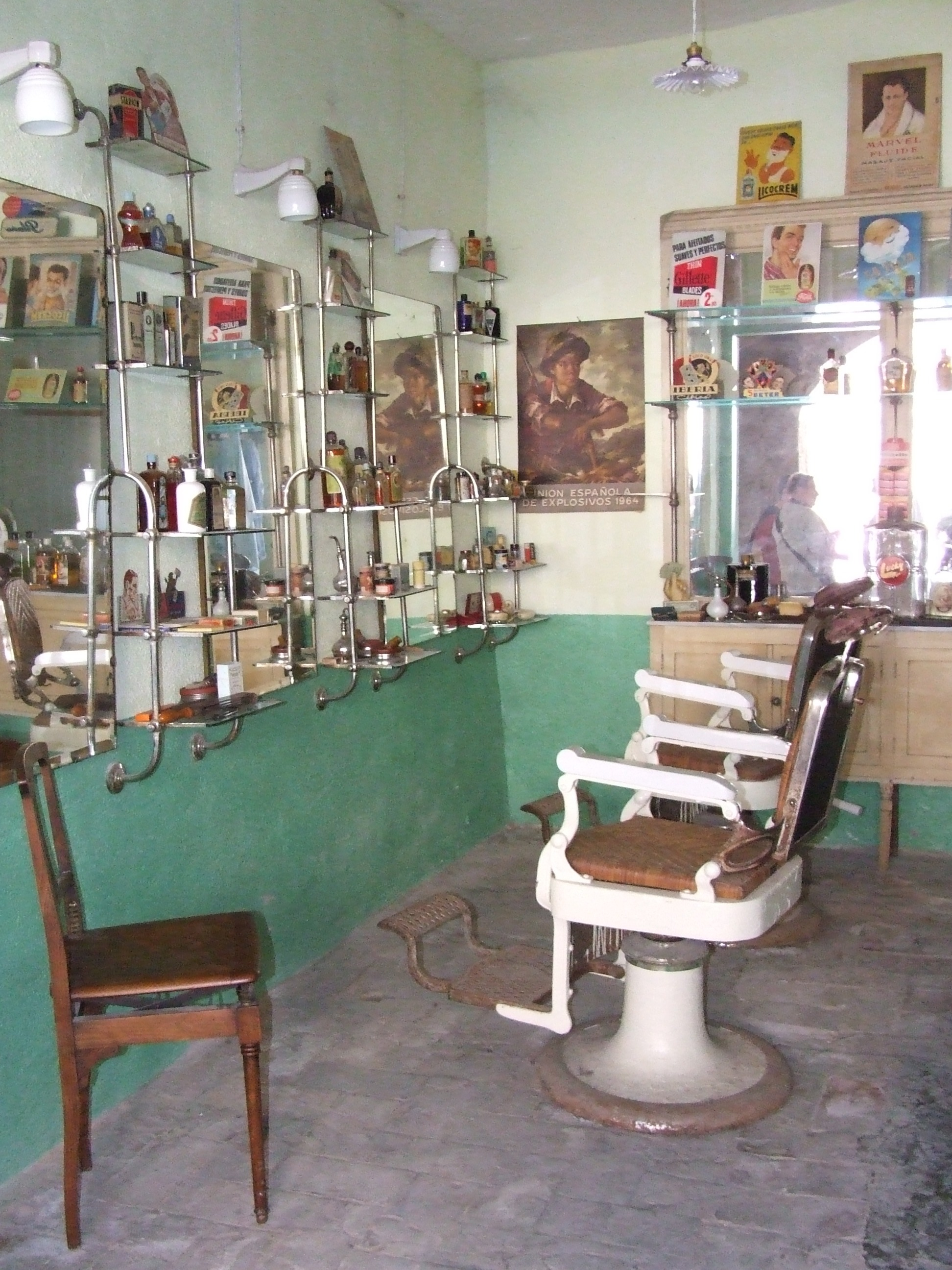
La barberia
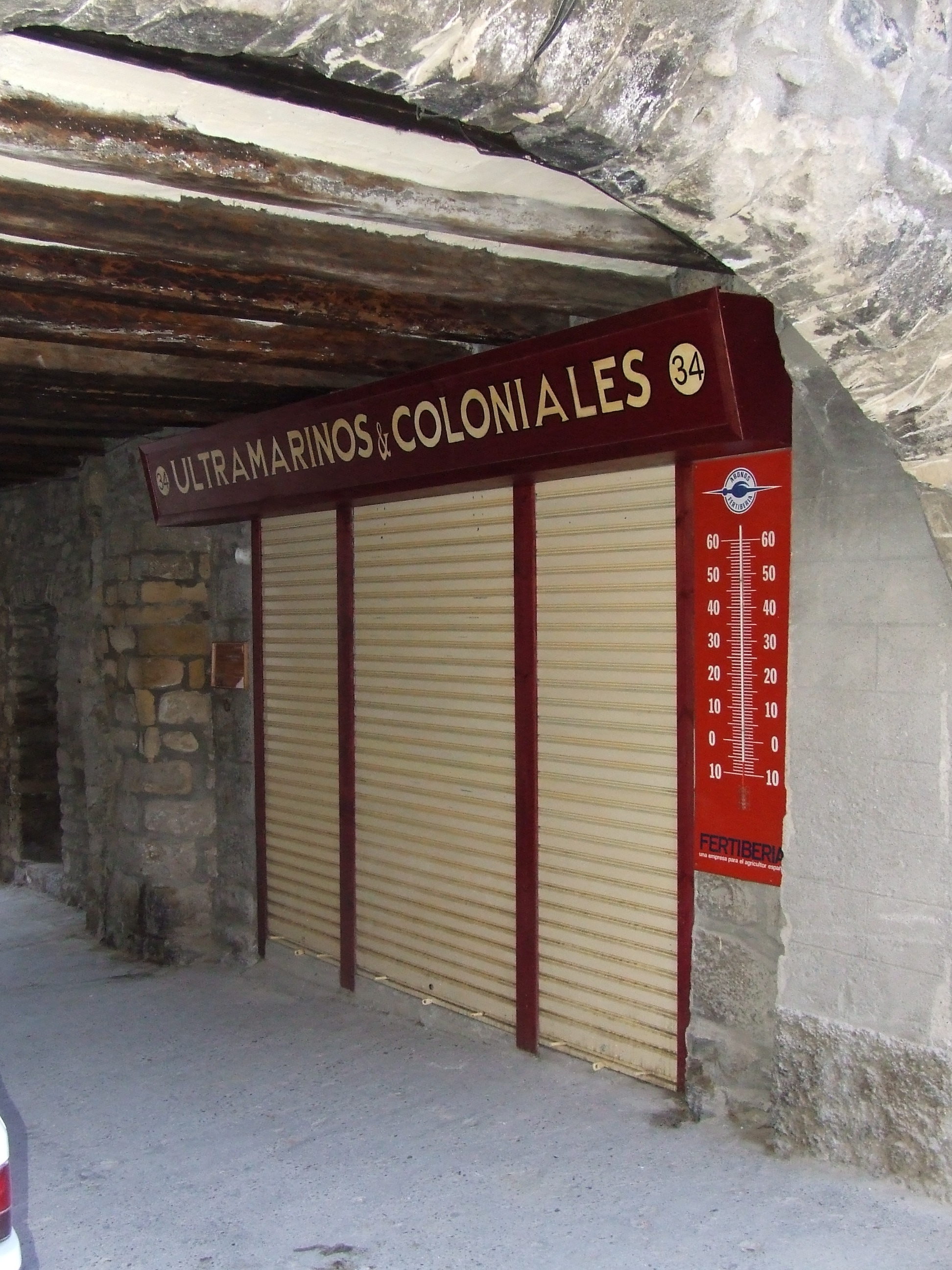
La botiga d'Ultramarinos y coloniales

## Comunicacions
La carretera C-13 (Lleida - Esterri d'Àneu) és, en teoria, l'única carretera del terme de Salàs de Pallars. Ara bé, cal comptar també l'antic traçat d'aquesta carretera, ara denominat C-147a que des de dos punts de la carretera anterior mena a la vila de Salàs, la pista rural asfaltada -de fet, carretera local- que mena als pobles de Sensui, del terme de Salàs de Pallars, i Rivert, del de Conca de Dalt, i la pista rural, almenys parcialment asfaltada, que duu al poble de Santa Engràcia, de l'antic terme de Gurp de la Conca i actual terme de Tremp.
Salàs de Pallars també té estació de tren, que funciona com a baixador amb parada facultativa (s'ha de sol·licitar des de l'interior del tren). Es tracta de la línia de Lleida a la Pobla de Segur, antigament de Renfe i actualment gestionada per la Generalitat, a través dels FGC (Ferrocarrils de la Generalitat de Catalunya). Tres trens diaris en cada direcció enllacen Salàs de Pallars amb Tremp, Balaguer i Lleida o amb la Pobla de Segur.
L'estació de Salàs va ser molt utilitzada per a la descàrrega de bestiar mentre durà la Fira de Salàs, però avui dia roman semi-abandonada, com moltes altres de la mateixa línia.
De serveis d'autobusos, n'hi ha dos de bàsics: el que ve del sud-est, per la C-1412b, i el que ve del sud, per la C-13. El primer se subdivideix en dues línies: la de Barcelona a la Pobla de Segur, i la de Barcelona ath Pònt de Rei.
En el primer cas, hi ha tres serveis diaris cap a la Pobla de Segur i tres més cap a Barcelona, ara bé només un en cada direcció para a tots els pobles del terme pels quals passa: Embrancament de Talarn, Tremp, Vilamitjana, Embrancament de Suterranya, Figuerola d'Orcau, Conques, Isona, Biscarri i Benavent de la Conca, per citar només els de la comarca. En direcció a Barcelona, dos circulen al matí i un a la tarda; en direcció contrària, tots tres són a la tarda.
En la ruta de Barcelona a eth Pònt de Rei, hi ha dos serveis en cada direcció. Cap a la Vall d'Aran tots dos són al matí (un d'ells es queda a Esterri d'Àneu), amb poca estona de diferència. Cap a Barcelona, tots dos (un té l'origen, també, a Esterri d'Àneu) són a la tarda, amb 40 minuts de diferència entre els dos.
Per la carretera C-13 també circula la línia de transport públic ordinari de Lleida a Esterri d'Àneu, que ofereix, al seu pas per Salàs de Pallars un sol servei en direcció a Lleida, que passa a quarts de 7 del matí per la vila, i un altre a la inversa, que passa poc després de les 6 de la tarda.
A la comarca hi ha força línies de transport escolar, atès que la concentració escolar ha obligat a posar autobusos per portar els nens dels pobles mitjans i petits cap als centres de la comarca, principalment Tremp (8 línies) i Isona (4 línies). Per Salàs de Pallars només circula la línia que uneix la Pobla de Segur amb Tremp.